# ピクテ銀行
ピクテ銀行（ピクテぎんこう）は、スイスにおける老舗名門プライベートバンク。大手銀行がビジネスの一環として行うプライベートバンキング業務と違い、スイスで発展してきた純粋なプライベートバンクの大手として有名（2016年はジュリアス・ベアに次ぐ純粋プライベートバンク2位）。1805年にジュネーヴで創業されパートナーシップ制に基づく無限責任のプライベートバンクとしてスタート。スイスプライベートバンカーズ協会（1934年設立）にメンバー登録された代表的プライベートバンクの一つ。グローバル化にも積極的で、2012年の運用拠点は世界各地に20拠点あり、全世界の従業員数は3200人。
ピクテ銀行は、資産運用と資産管理に特化し、2012年6月時点での預かり資産額は、3770億米ドル（3570億スイスフラン、2970億ユーロ）。Scorpio Partnership (調査会社)の最新データ（2016年）によると、ピクテは純粋な富裕層ビジネスでの預かり資産として2463億ドルと世界のプライベートバンクランキングの14位となっている。非上場の純粋プライベートバンクとしては世界1位である。顧客にABBグループ。
株式上場せず、ピクテ家を中心とした複数名のパートナーが無限責任を負う非法人の個人銀行であった。未上場ながら、Moody’s社からはAa3、Fitch社からはAA-の格付を維持していた。研修先にモルガン・ギャランティ・トラスト。2020年代前半に、スイス・ジュネーブのピクテ本店は株式会社に改組されて有限責任の法人となり、200年以上も続いた「無限責任の個人銀行家」の伝統にピリオドが打たれた。
日本では、ピクテ・ジャパン株式会社が主に金融機関向けの投信の販売や投資顧問サービスを提供していたが、日本からは2010年代末に撤退した。

## 歴史
10世紀初頭から続くピクテ家を中心に設立。フランス革命以降、動乱が続く欧州で、王侯貴族など超富裕層の資産運用・管理サービスにと特化していく。1820年頃には欧州諸国の債券に投資するなど世界の富裕層に特化したニーズに対応。創立以来200年余りに渡り、欧州を代表するプライベートバンクとなる。
2013年1月、2014年1月から無限責任のパートナーシップ制から有限責任の株式会社へと転換することが発表された。無限責任制としてのプライベートバンクの歴史に幕を閉じる事になった。